# B Young
B Young, pseudonimo di Bertan Jafer (Londra, 12 gennaio 1995), è un rapper britannico di origine turca cipriota.

## Biografia
Pubblica il suo primo singolo, Been Wavey, nel 2017, ma acquisisce notorietà l'anno seguente grazie al singolo Jumanji, che scala le classifiche britanniche e viene certificato doppio platino. Dopo alcuni anni caratterizzati da collaborazioni con artisti come Tion Wayne e Lynda, il 30 luglio 2021 pubblica il suo primo album in studio Differences.
L'8 novembre 2024 è la volta del secondo album in studio, dal titolo ESC.

## Discografia

### Album in studio
- 2021 – Differences
- 2024 – ESC